# Bolitoglossa diaphora
Bolitoglossa diaphora es una especie de salamandras en la familia Plethodontidae.
Es endémica de la vertiente caribeña de la Sierra de Omoa, Honduras; quizá en la zona cercana de Guatemala.
Su hábitat natural son los montanos húmedos tropicales o subtropicales.
Está amenazada de extinción debido a la destrucción de su hábitat.